# Mammy Two-Shoes
Mammy Two-Shoes ist der Name einer fiktiven weiblichen Figur aus der bekannten Zeichentrickserie Tom und Jerry. Sie war eine wichtige Nebenfigur, die von 1940 bis 1952 in insgesamt 19 Episoden gezeigt wurde; bis 1964 war sie dann nur noch zu hören. Mammy Two-Shoes gilt heute besonders in den Vereinigten Staaten als eine Symbolfigur der „rassistischen Porträtierung afro-amerikanischer Stereotypen in Zeichentrickserien und Cartoons“.

## Aussehen
Mammy Two-Shoes’ Aussehen entspricht dem in den 1940er Jahren populären Stereotyp der schwarzen Hausangestellten, der sogenannten Mammy, speziell der Südstaaten. Die Schauspielerin Hattie McDaniel soll ihr als Vorlage gedient haben. Bis auf zwei Episoden ist Mammy Two-Shoes nur von der Brust oder Hüfte an abwärts zu sehen. Sie ist stark übergewichtig, aber auch muskulös. Sie trägt meist ein türkisfarbenes Kleid oder eine orangerote Bluse und einen königsblauen Rock. Darüber trägt sie eine weiße Küchenschürze. Ihre leicht krausen, schulterlangen Haare sind nur ein einziges Mal zu sehen, sonst sind sie unter einem Kopftuch oder einem Damenhut versteckt. Zu festlichen Anlässen streift sie sich in verschwenderischer Anzahl kitschige Accessoires und Ringe über. Ihre Stimme ist laut, herrisch und sie spricht mit einem starken Südstaatenakzent. Gesprochen wurde Mammy Two-Shoes von Lillian Randolph.

## Auftritte und Serienrolle
In den ersten beiden Folgen, in denen Mammy Two-Shoes auftritt, wurde sie noch klar als die Haushälterin reicher Leute porträtiert. Später wurde ihre Lebenssituation so hingestellt, dass sie offenbar selbst Besitzerin eines kleinen Hauses sein musste, denn irgendwelche Hausbesitzer wurden nie wieder erwähnt. Stattdessen sprach sie fortan immer wieder von „ihrem Haushalt“. In der Serie selbst leitet sie quasi „ihre“ Episoden mit einer Standpauke an den Kater Tom ein, den sie als „Nichtsnutz“ und „Tollpatsch“ ansieht (in der ersten Folge mit ihr spricht sie ihn mit seinem ursprünglichen Namen Jasper an). Sie droht dem Kater stets damit, ihn rauszuwerfen, wenn er nicht endlich „diese freche Maus“ (Jerry) loswerde. Nicht selten wird Tom von ihr bestraft, wenn er (mal wieder) in seiner Rolle als Mäusefänger versagt hat. Dennoch scheint Mammy Two-Shoes den Kater zu verwöhnen und duldet seine Eskapaden mehr oder weniger.

## Kritik und Streichung aus der Serie
Die Figur der Mammy Two-Shoes entsprach dem in den 1940er-Jahren populären Stereotyp der „Mammy“, einer afrikanischstämmigen Frau mit korpulenter Figur und mit mütterlich-strengem Charakter. Als ebenfalls „typisch“ galt, dass Mammies weite Kleider, Küchenschürzen und über der Stirn zusammengeknotete Kopftücher trugen und in Hausschlappen herumliefen. Ebenso war es in Trickfilmen dieser Zeit gang und gäbe, dass afroamerikanische Hausangestellte nur mäßig gebildet waren und entsprechend akzentbelastetes oder stark gebrochenes Englisch sprachen. Die Figur der Mammy Two-Shoes erfüllte im Grunde alle rassistischen Klischees, die in den USA in der ersten Hälfte des 20. Jahrhunderts in Mode waren. Nach dem Civil Rights Act of 1964 wurde beschlossen, dass auch stereotype, als rassistisch wahrgenommene Figuren aus den Zeichentrickserien zu streichen seien, weshalb Mammy Two-Shoes durch eine weiße Frau ersetzt wurde. Umgesetzt wurde das zum Jahreswechsel 1964/65 durch den Zeichner Chuck Jones. Bis dahin war Mammy Two-Shoes nur noch gelegentlich im Hintergrund zu hören gewesen. Auch die Synchronstimme wurde ersetzt (neue Synchronsprecherin war June Foray) und fortan mit einem dialektfreien, ungebrochenen Englisch gesprochen.